# 蓬色
蓬色（よもぎいろ）は、色のひとつ。蓬の葉の色のような、やや青味の緑である。
襲の色目では夏の衣装に用いられ、表は淡萌黄、裏は濃萌黄（胡曹抄による）とされる。
表が淡萌黄、裏が青のバリエーションもあり、おそらく前者が若年者、後者が壮年者に着られたものと思われる。
別伝では表が白で裏が萌黄である。